# Šnyt
Šnyt (z německého Schnitt) je neurčitou objemovou mírou piva, vzniká jediným načepováním piva do půllitru, zbytek tvoří pěna. Šnyt je kompromisem mezi malým pivem, načepováním do třetinky, a právě plným půllitrem. Má jít o pozůstatek doby, kdy hostinští ochutnávali nové pivo při každém naražení sudu, a dodnes je oblíbeným způsobem pití u pivních znalců, kterým nezáleží na tom, kolik piva je ve sklenici načepováno.
Také Karel Čapek uvádí, že šnyt pijí znalci piva, ale to kvůli tomu, že za malé pivo by se styděli. Navíc podle něj šnyt zcela určitě „nezanikne, neboť s ním by zmizel oblíbený přechod a kompromis mezi „dát si jednu“ a „nedat si už nic“. Šnyt je aspoň něco víc než nic, i když to není plná sklenice. A proto se udrží jako většina kompromisů.“